# Russellville (Kentucky)
Russellville város az Amerikai Egyesült Államok Kentucky államában, Logan megyében, melynek megyeszékhelye is. Lakosainak száma 7164 fő (2020. április 1.).

## Népesség
A település népességének változása:

| 2010 | 6 960 |
| 2020 | 7 164 |